# Taupeupe Saddle
Der Taupeupe Saddle ist ein 923 m hoher Pass an der Grenze der Regionen Bay of Plenty und Hawke’s Bay auf der Nordinsel Neuseelands.

## Geographie
Die Querung der Huiarau Range über den Taupeupe Saddle stellt die direkteste Verbindung zwischen Rotorua im Inland und Wairoa an der Ostküste dar. Die Verbindung ist der New Zealand State Highway 38, der jedoch im Bereich des Gebirges unbefestigt und nicht als State Highway gelabelt ist. Alternative queren der SH 5 im Süden und der SH 2 im Norden den Gebirgszug.